# Giải bóng đá hạng tư quốc gia Séc
Giải bóng đá hạng tư quốc gia Séc (tiếng Séc: Divize) là giải bóng đá cấp độ 4 của Cộng hòa Séc. Cấp độ bao gồm sáu hạng đấu, được đặt tên là Divize A-F, Divize A-C mỗi hạng đấu có 16 đội và Divize D-F mỗi hạng đấu có 14 đội. Các đội hàng đầu từ Divize A, B và C được thăng hạng lên Česká fotbalová liga trong khi các đội hàng đầu từ Divize D, E và F được thăng hạng lên Moravskoslezská fotbalová liga. Số lượng đội xuống hạng khác nhau giữa các hạng, điểm đến của các đội xuống hạng là một trong 14 khu vực cấp độ 5 của hệ thống giải bóng đá.
Thể thức của ba hạng đấu Česká (A, B và C) khác thường ở chỗ nó không cho phép rút thăm. Kể từ mùa giải 2014–15, nếu một trận đấu hòa, đội thắng sẽ được phân định bằng loạt sút luân lưu. Đội chiến thắng trong loạt đá luân lưu được hai điểm và đội thua cuộc được một điểm.

## Câu lạc bộ giải hạng tư, 2015–16

### Divize A
| Câu lạc bộ                | Thị trấn          | Khu vực          |
| ------------------------- | ----------------- | ---------------- |
| Malše Roudné              | Roudné            | South Bohemian   |
| 1. FC Karlovy Vary        | Karlovy Vary      | Karlovy Vary     |
| FK Slavoj Český Krumlov   | Český Krumlov     | South Bohemian   |
| Sokol Čížová              | Čížová            | South Bohemian   |
| SK Senco Doubravka        | Plzeň             | Plzeň            |
| FK Hořovicko              | Hořovice          | Central Bohemian |
| SK Klatovy 1898           | Klatovy           | Plzeň            |
| Tatran Sedlčany           | Sedlčany          | Central Bohemian |
| SK Motorlet Prague        | Prague            | Prague           |
| FC Rokycany               | Rokycany          | Plzeň            |
| Sokol Nové Strašecí       | Nové Strašecí     | Central Bohemian |
| SK ZČE Plzeň              | Plzeň             | Plzeň            |
| FK Jindřichův Hradec 1910 | Jindřichův Hradec | South Bohemian   |
| FK Jiskra Třeboň          | Třeboň            | South Bohemian   |
| FC ZVVZ (Milevsko)        | Milevsko          | South Bohemian   |
| SK Aritma Prague          | Prague            | Prague           |

### Divize B
| Câu lạc bộ              | Thị trấn   | Khu vực          |
| ----------------------- | ---------- | ---------------- |
| SK Český Brod           | Český Brod | Central Bohemian |
| FK Meteor Prague VIII   | Prague     | Prague           |
| FC Chomutov             | Chomutov   | Ústí nad Labem   |
| SK Kladno               | Kladno     | Central Bohemian |
| SK Polaban Nymburk      | Nymburk    | Central Bohemian |
| TJ Tatran Rakovník      | Rakovník   | Central Bohemian |
| ASK Lovosice            | Lovosice   | Ústí nad Labem   |
| FK Litvínov             | Litvínov   | Ústí nad Labem   |
| FK Neratovice–Byškovice | Neratovice | Central Bohemian |
| SK Stap Tratec Vilémov  | Vilémov    | Ústí nad Labem   |
| FK Baník Souš           | Most       | Ústí nad Labem   |
| TJ Sokol Libiš          | Libiš      | Central Bohemian |
| SK Úvaly                | Úvaly      | Central Bohemian |
| SK Horní Měcholupy      | Prague     | Prague           |
| FK Litoměřicko          | Litoměřice | Ústí nad Labem   |
| FK Louny                | Louny      | Ústí nad Labem   |

### Divize C
| Câu lạc bộ                 | Thị trấn               | Khu vực          |
| -------------------------- | ---------------------- | ---------------- |
| FK Jaroměř                 | Jaroměř                | Hradec Králové   |
| FC Olympia Hradec Králové  | Hradec Králové         | Hradec Králové   |
| TJ Dvůr Králové            | Dvůr Králové nad Labem | Hradec Králové   |
| Sokol Jablonec nad Jizerou | Jablonec nad Jizerou   | Liberec          |
| Sparta Kutná Hora          | Kutná Hora             | Central Bohemian |
| FK OEZ Letohrad            | Letohrad               | Pardubice        |
| Sokol Družba Suchdol       | Suchdol                | Central Bohemian |
| SK Semily                  | Semily                 | Liberec          |
| FK Admira Prague           | Prague                 | Prague           |
| FC Nový Bor                | Nový Bor               | Liberec          |
| FK Pěnčín-Turnov           | Turnov                 | Liberec          |
| FK Litol                   | Lysá nad Labem         | Central Bohemian |
| MFK Trutnov                | Trutnov                | Hradec Králové   |
| TJ Jiskra Ústí nad Orlicí  | Ústí nad Orlicí        | Pardubice        |
| SK Vysoké Mýto             | Vysoké Mýto            | Pardubice        |
| Sokol Živanice             | Živanice               | Pardubice        |

### Divize D
| Câu lạc bộ                     | Thị trấn                 | Khu vực        |
| ------------------------------ | ------------------------ | -------------- |
| FK Blansko                     | Blansko                  | South Moravian |
| FC Slovan Havlíčkův Brod       | Havlíčkův Brod           | Vysočina       |
| SK Bystřice nad Pernštejnem    | Bystřice nad Pernštejnem | Vysočina       |
| FC Žďas Žďár nad Sázavou       | Žďár nad Sázavou         | Vysočina       |
| FK Hodonín                     | Hodonín                  | South Moravian |
| 1.FC Viktorie Přerov           | Přerov                   | Olomouc        |
| FK Šumperk                     | Šumperk                  | Olomouc        |
| FK Pelhřimov                   | Pelhřimov                | Vysočina       |
| Slavoj TKZ Polná               | Polná                    | Vysočina       |
| FC Slovan Rosice               | Rosice                   | South Moravian |
| FSC Stará Říše                 | Stará Říše               | Vysočina       |
| TJ Sokol Tasovice              | Tasovice                 | South Moravian |
| ČSK Uherský Brod               | Uherský Brod             | Zlín           |
| FK Kozlovice                   | Přerov                   | Olomouc        |
| SFK Vrchovina                  | Nové Město na Moravě     | Vysočina       |
| SK Tatran Ždírec nad Doubravou | Ždírec nad Doubravou     | Vysočina       |

### Divize E
| Câu lạc bộ                | Thị trấn               | Khu vực           |
| ------------------------- | ---------------------- | ----------------- |
| FC Elseremo Brumov        | Brumov                 | South Moravian    |
| FC MSA Dolní Benešov      | Dolní Benešov          | Moravian-Silesian |
| MFK Havířov               | Havířov                | Moravian-Silesian |
| SK Hranice                | Hranice                | Olomouc           |
| FC Odra Petřkovice        | Ostrava                | Moravian-Silesian |
| FK Nové Sady              | Olomouc                | Olomouc           |
| SFC Opava B               | Opava                  | Moravian-Silesian |
| TJ Nový Jičín             | Nový Jičín             | Moravian-Silesian |
| 1.BFK Frýdlant n.O.       | Frýdlant nad Ostravicí | Moravian-Silesian |
| TJ Jiskra Rýmařov         | Rýmařov                | Moravian-Silesian |
| TJ Lokomotiva Petrovice   | Petrovice u Karviné    | Moravian-Silesian |
| FK Krnov                  | Krnov                  | Moravian-Silesian |
| FC TVD Slavičín           | Slavičín               | Zlín              |
| FC V. Karlovice+Karolinka | Velké Karlovice        | Zlín              |
| FC Vsetín                 | Vsetín                 | Zlín              |
| TJ Valašské Meziříčí      | Valašské Meziříčí      | Zlín              |